# Misool

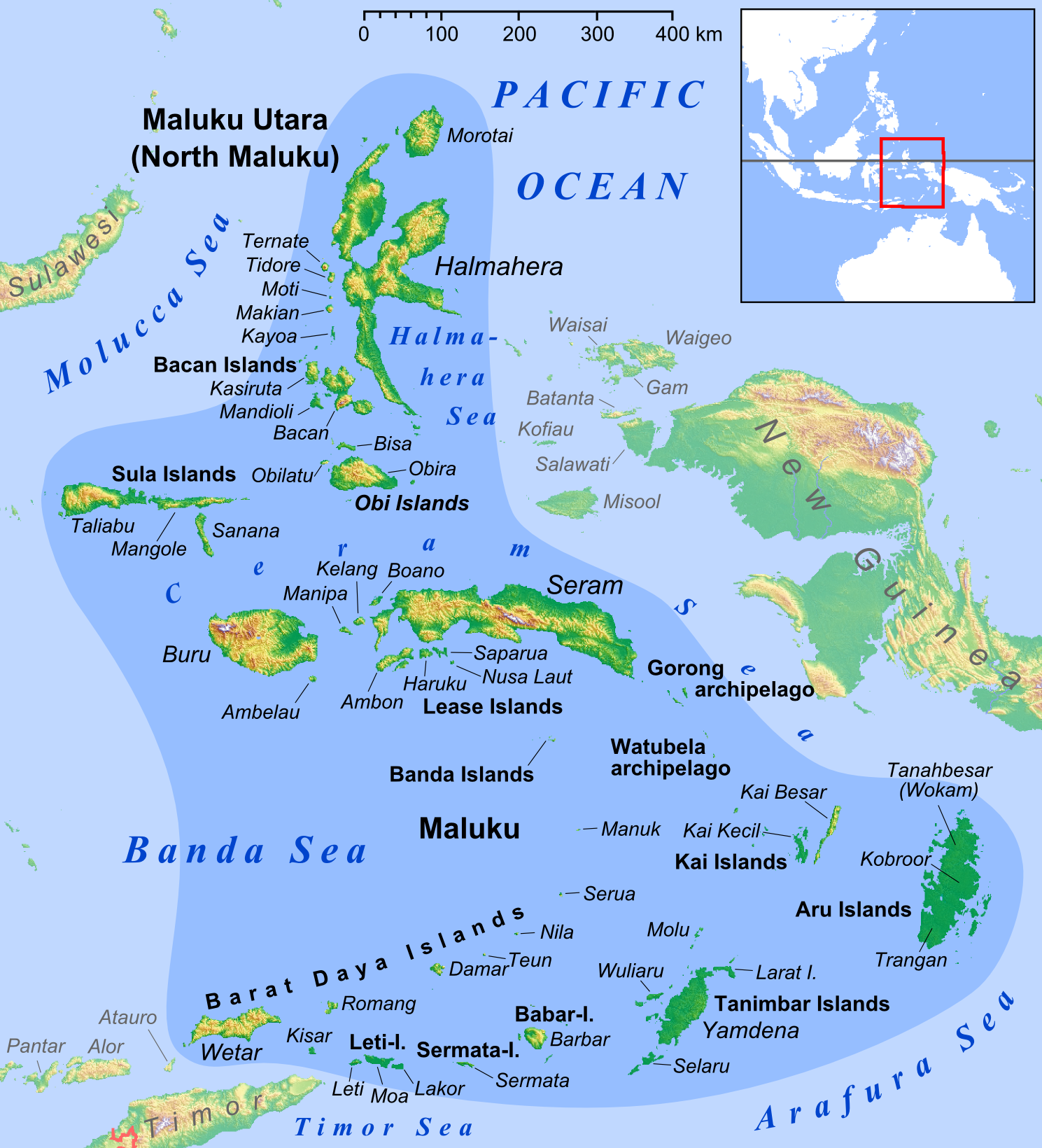
Illes Moluques

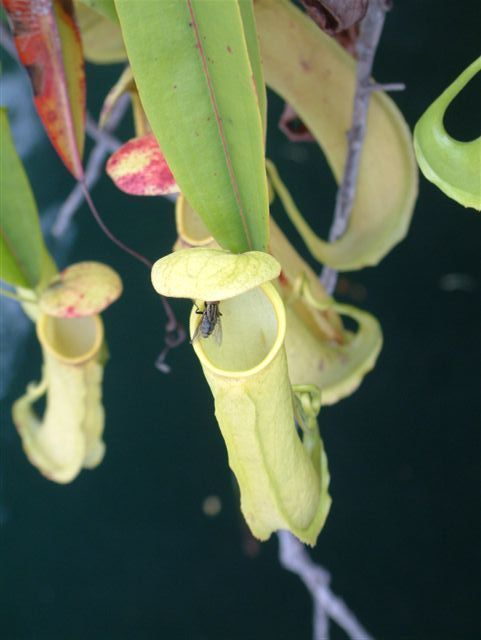
Nepenthes sp. Misool.

Misool, anteriorment escrit Mysol, (en neerlandès: Misoöl), és una de les quatre illes principals de l'arxipèlag Illes Raja Ampat a la província de Papua occidental (anteriorment Irian Jaya), Indonèsia. La seva superfície és de 2.034 km². Rl seu punt més alt fa 535 m i les poblacions principals són Waigama i Lilinta.
Els seus habitants parlen l'idioma Biga i l'idioma Matbat, com també l'indonesi.
Altres illes principals d'aquest grup són Salawati, Batanta i Waigeo, també hi ha nombroses petites illes com Kofiau.

## Fauna
- Echymipera kalubu,
- Echymipera rufescens
- Dorcopsis muelleri
- Phalanger orientalis
- Spilocuscus maculatus
- Petaurus breviceps
- Macroglossus minimus
- Melanotaenia flavipinnis i Melanotaenia misoolensis,[4][5]
- Nyctimene aello
- Pteropus conspicillatus
- Aselliscus tricuspidatus
- Pipistrellus papuanus

## Història
Formava part de l'Imperi Colonial neerlandès, les Índies Orientals Neerlandeses.
Van ser ocupades per l'Armada Imperial Japonesa l'any 1942 fins a 1945.